# Blaubarsch
Der Blaubarsch (Badis badis) ist eine Fischart aus der Familie der Badidae. Er kommt im Ganges und seinen Zuflüssen in Indien, Nepal und Bangladesch, im Mahanadi, im Tiefland von Assam sowie in Pakistan und Bhutan vor. Die Art ist ein Zierfisch, an dem auch eine Reihe von Experimenten zur Verhaltensforschung durchgeführt wurden.

## Merkmale
Blaubarsche erreichen eine Länge von bis zu 8 cm. Die Art weist bei rötlichbrauner Grundfärbung zahlreiche rote und blaue Flecken auf. Dazu kommen ein auffälliger schwarzer Fleck über der Basis der Brustflossen sowie mehrere dunkle Flecken entlang der Basis der Rückenflosse und entlang dieser. Die Rückenflosse weist 15 bis 17 Hart- und 7 bis 10 Weichstrahlen auf. Die Brustflossen haben normalerweise 12 Weichstrahlen, die Afterflosse hat sechs bis acht Weichstrahlen. 26 bis 28 Rippen sind vorhanden.

## Lebensweise
Die Art lebt einzeln in Fließgewässern, Tümpeln und Wassergräben. Sie hält sich vorwiegend im freien Wasser auf und ernährt sich von Würmern, Insekten und Krustentieren. Die 30 bis 100 Eier werden nach einer Paarung mit auffälligem Tanz in Nestern abgelegt, die von den Alttieren bewacht werden. 

## Systematik
Der Blaubarsch wurde früher der Familie der Nanderbarsche (Nandidae) zugeordnet und es wurden zwei Unterarten unterschieden. Die Unterart Badis badis burmanicus wird heute allerdings als eigene Art Badis ruber angesehen.